# Gideon Sa'ar
Gideon Moses Sa'ar (Hebreeuws: גדעון סער ), oorspronkelijk Gideon Moses Zarechansky, (Tel Aviv, 9 december 1966) is een Israëlische politicus, tot december 2020 namens de Likoed. In december 2020 richtte hij een nieuwe partij op, vertaald "Nieuwe Hoop - Eenheid voor Israël" geheten. Sinds november 2024 is hij minister van Buitenlandse Zaken.

## Politieke loopbaan bij de Likoed
Zijn politieke loopbaan begon in 2003 toen hij een zetel in de Knesset bemachtigde. Van 2003 tot 2009 was hij fractievoorzitter en van 2006 tot 2009 ook vicevoorzitter van de Knesset. Een van zijn opvallendste wapenfeiten als parlementariër was zijn verzet tegen de eenzijdige Israëlische terugtrekking uit de Gazastrook in 2005 en zijn (vergeefse) poging daarover een referendum te houden. 
Zowel bij de verkiezingen voor de kandidatenlijst van de Likoed voor de verkiezingen van de 18e Knesset als die voor de verkiezingen van de 19e Knesset verwierf hij de meeste stemmen, wat hem in beide gevallen de tweede plek na Benjamin Netanyahu op de kandidatenlijst opleverde.
In het kabinet-Netanyahu II (2009-2013) was hij minister van Onderwijs en in het kabinet-Netanyahu III was hij van 2013 tot 2014 minister van Binnenlandse Zaken. Op 5 november 2014 stapte hij zowel uit de regering als uit het parlement. Als minister werd hij opgevolgd door partijgenoot Gilad Erdan en als parlementariër door Leon Litinetski van Jisrael Beeténoe.

## Oprichting van de partij "Nieuwe Hoop - Eenheid voor Israël"
Op 8 december 2020 vertelde hij tijdens een persconferentie dat hij uit de Likoed zou stappen en een nieuwe partij zou oprichten, omdat hij vond dat de Likoed in de loop der jaren te veel veranderd is. De nieuwe partij heet vertaald "Nieuwe Hoop - Eenheid voor Israël". De partij werd 17 december 2020 officieel geregistreerd. De partij is tegen een twee-staten-oplossing en zegt dat ze de Israëlische nederzettingen zal steunen en een hervorming van het rechtsstelsel wil. Verder is de partij voor een liberale economie, kleinere onderwijsverschillen en het inperken van de macht van het Hooggerechtshof. Ook stimuleert Nieuwe Hoop het bouwen op de Golanhoogte, de Westelijke Jordaanoever en de Negev. Nieuwe Hoop wil ook gebieden buiten de grote steden economisch stimuleren.
Een aantal parlementariërs stapt naar zijn partij over, Zvi Hauser en Yoaz Hendel van Derech Eretz, en Yifat Shasha-Biton (Kulanu, in de Likoed-fractie). Volgens opiniepeilingen in december 2020 zou de nieuwe partij bij verkiezingen 21 zetels in de Knesset halen en de op een na grootste partij in de Knesset worden na de Likoed die 27 zetels zou halen. Verder zou Yesh Atid-Telem 14 zetels halen, Yamina 13, de grotendeels Arabische Verenigde Lijst 11, de charedische partijen Shas en Verenigd Thora-Jodendom beide 8 en Blauw en Wit, Jisrael Beeténoe en Meretz alle drie 6. Bij de verkiezingen in 2021 haalde Nieuwe Hoop in werkelijkheid zes zetels. De partij maakte deelt uit van het kabinet-Bennett, waarin Sa'ar minister van Justitie en vice-premier was.
In november 2022 behaalde Partij van Nationale Eenheid waar Nieuwe Hoop onderdeel van uit maakt 12 zetels. Vier van die twaalf zetels zijn voor de partij "Nieuwe Hoop".
Sinds 7 november 2024 is hij minister van Buitenlandse Zaken in het kabinet-Netanyahu VI.

## Persoonlijk
Sa'ar komt uit een familie van Russische Joden die midden jaren zestig naar Israël emigreerden en zich in Sde Boker vestigden. Zijn vader was aldaar de lijfarts van staatsman David Ben-Gurion. Na zijn verplichte militaire diensttijd studeerde hij politieke wetenschappen en rechten aan de Universiteit van Tel Aviv. Vervolgens werkte hij enige jaren voor de procureur-generaal en de staatsadvocaat, waarna hij in 1999 een secretariële functie bij de regering kreeg.
Hij is voor de tweede keer getrouwd; in 2013 trad hij in het huwelijk met nieuwslezeres Geula Even. Uit zijn eerste huwelijk heeft hij twee kinderen.